# ゴウのポケモン
ゴウのポケモンでは、任天堂のゲームソフト『ポケットモンスター』シリーズを原作とするアニメ『ポケットモンスター テレビアニメ第7シリーズ』に登場するゴウのポケットモンスター（ポケモン）について記述する。

## 構成
ゴウ自身が全てのポケモンをゲットすることを夢見ていることから、第5話でヒバニーをゲットしたことを皮切りに多くのポケモンをゲットしており、第6話でカントー地方に生息しているむしタイプのポケモン12体をゲットしている。ゲットした虫ポケモンたちは最初こそゴウとサトシの貸部屋にいたが狭すぎるため、サクラギ博士の提案でサクラギパークに住むことになった。
ポケモンをゲットしていく数・早さもサトシを含む歴代のレギュラーキャラクターの中でも群を抜いており、レギュラーキャラクターのポケモンの大半が心を通わせてゲットされているのに対しゴウのポケモンは出会い頭にゲットされているポケモンの方がほとんどだが、ヒバニーやカラカラのように懐いてゲットされたポケモンもいる。
回によってバトル時や陸海空の移動手段、偵察などに備えて手持ちに入れている場合がある。
第83話時点で捕獲したポケモンは101種113体。歴代のレギュラーキャラクターの中ではゲットしたポケモンの数はサトシに次ぐ二位であり、一話中にゲットしたポケモンの数でもサトシに次ぐ。第56話にてすべてのタイプのポケモンをゲットした。なお、現時点で多くゲットしたタイプはむしタイプ。
また、『神と呼ばれしアルセウス』にてお試しとしてゲットしたヒノアラシはノーカウントとする。
伝説のポケモンを持つレギュラーキャラクターの中では最多である。
ここではエースバーン、インテレオン、サルノリ以外のポケモンはゲットした地方別に分けて表記する。前記の3体についてはゴウの記事を参照。

## ポケモン一覧

### カントー地方

#### キャタピー
キャタピー
- 声 - 愛河里花子
- 登場時期：PM2

第6話から登場。草を食べていたところをゴウにゲットされる。ゴウ初のむしタイプでカントー地方初のポケモン。
カイロスとビードルはゲット前からの友人関係。
ポケモンフーズがなくなった事件ではビードル共々、ベトベターに疑われた。また、他のポケモンたちとは違い、ポケモン同士の喧嘩には加勢していなかった。
第46話では糸を吐いてゴウとサトシのための綱渡りを作った。第102話では糸でゴウたちが降りるためのロープを作った。
使用技は「いとをはく」。

#### トランセル
トランセル
- 登場時期：PM2

第6話から登場。ヒバニーとピカチュウが木に衝撃を与えて落ちてきた後、ゴウにゲットされる。一見じっとしているだけのように見えるが、図太い一面もあり、ヒバニーにふっ飛ばされて目を回したものの、ゴウに向かってウィンクをした。

#### モルフォン
モルフォン
- 登場時期：PM2

第6話から登場。飛んでいたところをゴウにゲットされる。ゴウ初のどくタイプ。
ポケモンフーズが無くなった事件では、バタフリーと共に「しびれごな」を繰り出した。
第29話ではメッソンの涙で泣いており、バタフリーと共に「しびれごな」でメッソンの居場所を発見した。
第35話では他のポケモン達と共にライチュウからきのみをもらった。
使用技は「しびれごな」。

#### パラス
パラス
- 登場時期：PM2

第6話から登場。木に張り付いていたところをパラセクトと共にゴウにゲットされる。ゴウ初のくさタイプ。
ポケモンフーズが無くなった事件では、ポケモン同士の喧嘩には加勢していなかった。
第35話ではライチュウからきのみをもらった。

#### パラセクト
パラセクト
- 声 - 三木眞一郎
- 登場時期：PM2

第6話から登場。木に張り付いていたところをパラスと共にゴウにゲットされる。
ポケモンフーズが無くなった時はムウマの脅かしも効かず、怒って攻撃してはベトベターたちと大喧嘩していた。
第35話ではライチュウからきのみをもらった。

#### バタフリー
バタフリー
- 声 - 愛河里花子
- 性別：♂
- 登場時期：PM2

第6話から登場。桜の木の上に乗っていたところをゴウに狙われるが、ゴウたちが近づいたのを感じてその場を離れようとする。その時、ゴウはうっかり手に持っていたボールを落としたが、それをヒバニーがバタフリー目がけて蹴ったことでゲットされる。ゴウ初のひこうタイプ。
第15話ではカラカラの骨を探す為に協力し、3体いたマンキーの内の1体を「しびれごな」で痺れさせた。
ポケモンフーズが無くなった事件では、モルフォンと共に「しびれごな」を繰り出した。
第29話ではメッソンの涙で泣いており、モルフォンと共に「しびれごな」でメッソンの居場所を発見した。
第35話では他のポケモン達と共に、ライチュウからきのみをもらった。
第107話ではベトベターの新しい住処を作るために、スピアー、ディグダ、カラカラ、アリアドス、ナックラー、ガントル、アイアント、ケロマツ、ナゲツケサルと共に作業をしていた。
使用技は「しびれごな」。

#### カイロス
カイロス
- 声 - 三木眞一郎
- 性別：♀
- 登場時期：PM2

第6話から登場。サトシのピカチュウとバトルしてサトシたちを岩に閉じ込める。その後ゴウに襲い掛かるも、慌てたゴウにモンスターボールを当てられてゲットされる。
花が好きで照れ屋な性格。キャタピーとビードルはゲット前からの旧知の仲。また、バトルは好まないらしく、バトルフロンティア・ビードロカップではゴウがパートナーとして選ぼうとしたが、本人が嫌がったので代わりにストライクが出場した。
ポケモンフーズが無くなった際、ベトベターがキャタピーとビードルを疑った際には激しく動揺し、他のポケモンたちとは違い、ポケモン同士の喧嘩には加勢していなかった。
第33話では当初はコロミと彼女のへラクロスに対して不慣れだったものの、彼の勇姿に惚れへラクロスが手持ちに入ってからは恋人同士になった。
第35話ではライチュウからきのみをもらった。
第62話では自分の住処に、入って来たジメレオンに驚いていた。
第66話ではヘラクロスに花の輪を渡した。
第94話ではへラクロスがドレディアに惚れていたことにショックを受け、エリカの主催する「ポケモン生け花」に参加。その後、へラクロスがロケット団のラランテスに苦戦しているのを見て、彼を「ソーラービーム」から庇い、「シザークロス」で撃退したことで寄りを戻した。
使用技は「シザークロス」。

#### ビードル
ビードル
- 登場時期：PM2

第6話から登場。木の枝にいたところをゴウにゲットされる。
カイロスとキャタピーはゲット前からの友人関係。
ポケモンフーズが無くなった事件ではキャタピー共々、ベトベターに疑われた。また、他のポケモンたちとは違い、ポケモン同士の喧嘩には加勢していなかった。

#### コクーン
コクーン
- 登場時期：PM2

第6話から登場。木の下にぶら下がっていたコクーンの巣のうちの1体。ゴウにゲットされる。
ゲット後は木にぶら下がっていることが多く、第50話ではナッシー（アローラのすがた）にぶら下がっていた。

#### スピアー
スピアー
- 声 - 清水理沙
- 登場時期：PM2

第6話から登場。森でゴウたちの前に現れたスピアーの群れの内の1体で、他のスピアーたちと一緒にゴウたちに襲いかかった。他のスピアーたちはピカチュウのエレキネットを受けていたが、このスピアーは技を避けてなおも襲い掛かり、最終的にはゴウにゲットされた。
第14話ではゴウの飛行要因や戦闘要員として登場。第15話ではカラカラの骨を探す為に協力する。
気性が荒いというほどではないが、怒りっぽい性格であり、ポケモンフーズが無くなった事件の際は、激怒しながらニドラン♀とナゾノクサを犯人だと疑い、サトシに宥められながらもベトベターたちと喧嘩していた。
第30話ではリオルの特訓相手となる。
第107話ではベトベターの新しい住処を作るために、バタフリー、ディグダ、カラカラ、アリアドス、ナックラー、ガントル、アイアント、ケロマツ、ナゲツケサルと共に作業をしていた。
使用技は「ダブルニードル」、「つばめがえし」。

#### コンパン
コンパン
- 声 - 愛河里花子
- 登場時期：PM2

第6話から登場。夜行性であるため木の中にいたところをゴウに見つけられた。ストライクと同様に一度モンスターボールを当てられただけでは捕まらなかっため、ヒバニーと戦ってゴウにゲットされた。
ポケモンフーズが無くなった事件では他のポケモンたちとは違い、ポケモン同士の喧嘩には加勢していなかった。また、メンタルが弱く臆病な性格でもあるようで、ムウマに脅かされた後は気絶して倒れていた。
第35話では他のポケモン達と共に、ライチュウからきのみをもらった。
使用技は「どくのこな」。

#### ハッサム
ストライク→ハッサム
- 声 - 三木眞一郎
- 性別：♂
- 登場時期：PM2

第6話から登場。初めてゴウと出会った時にモンスターボールを投げられるも、それを弾きゴウとヒバニーを吹き飛ばした。再び出会った際にモンスターボールを投げられるがまた弾き、その後はヒバニーと戦いを繰り広げ、でんこうせっかを喰らったところでゴウにモンスターボールを投げられてゲットされた。ゲットされてからはよく鎌を振り回して鍛錬している。
売られた喧嘩はすぐに買う一面もあり、イシツブテに雪玉を当てられたときは激怒したり、ポケモンフーズが無くなった事件で他のむしポケモンに加勢するなど情熱的な部分もある。
第7話でバトルフロンティア・ビードロカップに出場。ホウジのグラエナとのバトルで一体目として出され、相性は良かったものの「つるぎのまい」で攻撃力を上げたところを不意を突かれ「ほのおのキバ」の一撃で敗れた。
第11話では当初はサトシのカイリューを警戒していたが、すぐ仲良くなった。
ポケモンフーズが無くなった事件ではヒヒダルマのオーバーヒートに怯まずにむしポケモンたちを助けて、むしポケモンのリーダーとなっていた。
第15話ではカラカラのホネを探すのを手伝った。その際にイシツブテたちに雪玉をぶつけられ、怒って追いかけ回している。
第29話ではメッソンの涙で泣いており、メッソンが姿を現した時に攻撃しようとしたが、メッソンが自分の涙で姿を再び消したのでそれに驚いて止めている。
第32話では手持ちに入っており、「きりさく」で草を刈り取った。
第35話ではライチュウからきのみをもらった。
第56話では四天王ガンピが務める「騎士道の館」におけるパートナーとなり合格。そして、ガンピからもらったメタルコートを持たせた状態で転送され、ハッサムへと進化した。ゴウ初の交換進化ポケモンおよびはがねタイプとなった。またカントー地方でゲットした第1世代の種類を第2世代の種類に進化させるのは初。
第60話ではサトシのカモネギの特訓相手となった。
第71話ではキュウコン（アローラのすがた）を発見しバトルするも、「れいとうビーム」で氷漬けにされてしまう。
現在の使用技は「シザークロス」、「メタルクロー」。進化前は「つるぎのまい」、「きりさく」、「エアスラッシュ」も使用。

#### メノクラゲ
メノクラゲ
- 登場時期：PM2

第8話から登場。波止場で大群にいた群れの1体。ゴウは当初強そうなのを狙っていたが、避けられたため、その隣にいたこの個体にボールが当たり偶然ゲットされた。ゴウ初のみずタイプ。
ポケモンフーズが無くなった事件ではタマンタたち共々、ポケモンたちの喧嘩に巻き込まれるも、マユルドを助ける為にジュゴンと共に「れいとうビーム」で池を凍らせた。
使用技は「れいとうビーム」。

#### ジュゴン
ジュゴン
- 声 - うえだゆうじ
- 性別：♂
- 登場時期：PM2

第10話から登場。カイリューの島へ渡るためにゲットされた（1度ではゲットできておらず、ゲットできるまでボールを投げ続けていたため、カイリュー用に用意していたボールまで使い切ってしまった）。ゴウ初のこおりタイプ。カイリューの島へ向かう途中で嵐に巻き込まれて、一度はゴウとはぐれてしまったが、偶然にもカイリューの島に流れ着いてゴウの元に戻った。
♀の別個体（声 - 清水理沙）やサクラビスに惚れるなど、惚れっぽいところがあるが必ず失恋する。
第15話ではマンキーが池の中に落としたカラカラの骨を拾った。ポケモンフーズが無くなった事件ではポケモンたちの喧嘩にメノクラゲたち共々巻き込まれるも、マユルドを助ける為にメノクラゲと共に「れいとうビーム」で池を凍らせた。
第46話ではギャラドスによって川に流されたサトシとゴウを助けるも、急流に逆らえずそのまま滝に落ちてしまった。
ポケモンマリンアスレチックではゴウのパートナーとして選ばれた。競技の最中に野生のサクラビスがハンテール（声 - 浪川大輔）に襲われていたところを助けようとするも逆に反撃され、コハルのイーブイに助けられる。事件後、ハンテールと和解したもののハンテールとサクラビスが恋人同士だったことが判明しショックを受けてしまう。
第84話ではパッチルドン、レジーナのグレイシア（ミーチェ）、サトシのウオノラゴンと共に氷の遊園地を作った。
第85話ではタマンタと共にキングドラを探そうとした。
使用技は「れいとうビーム」、「こごえるかぜ」。

#### カラカラ
カラカラ
- 声 - 愛河里花子
- 登場時期：PM2

第15話から登場。元々は野生のポケモンだったが、3体のマンキーに骨を持ち逃げされて困って泣いていた所をゴウ達に助けられ、自らゲットされた。
ポケモンフーズが無くなった事件ではホシガリスと共にポケモンたちの喧嘩を止めてほしいとゴルーグに頼む。その後、封印のパーツが外れて暴走しているゴルーグをポッポやカモネギと共にパーツを持って来て静止させた。
第78話ではナゾノクサ、オタチ、スリープ、ナックラー、バオップ、ヒヤップ、ヨクバリス、ホルビーと共にポケモンフーズを食べていた。
第107話ではベトベターの新しい住処を作るためにバタフリー、スピアー、ディグダ、アリアドス、ナックラー、ガントル、アイアント、ケロマツ、ナゲツケサルと共に作業をしていた。

#### オニスズメ
オニスズメ
- 登場時期：PM2

第18話から登場。ゴウがクチバジムに向かう途中でゲットされた。実際にゲットする描写はなく、図鑑に登録されていたことから判明している。以降はスバメの側にいることが多く、たった1個のポケモンフーズを二匹で分け合って食べていた。だがそれでも空腹だった為、カモネギのクキも狙っていた。
第62話では、枝に留まった拍子にナゾノクサにきのみを落とすが、これが偶然にもメッソンがジメレオンに進化するきっかけとなった。
第107話ではゴルーグの所に来たいわポケモン達(イシツブテ、イシツブテ(アローラのすがた)、ダンゴロ)と喧嘩していた。

#### コラッタ
コラッタ
- 登場時期：PM2

第19話から登場。冒頭でいきなりゲットされた。
第35話では他のポケモンたちと共に、ライチュウからきのみをもらった。
第107話ではニドラン♀たちがいわポケモンたちと喧嘩していることをワンパチに知らせた。

#### ポッポ
ポッポ
- 登場時期：PM2

第20話から登場。「ポケモンオリエンテーリング」の最中で木に止まっていたところをゲットされた。コハルに懐いている。
なお、第6話でも別個体のポッポ（声 - 清水理沙）をゲットしようとしたが、失敗して逆に「かぜおこし」で吹き飛ばされてしまった。
ポケモンフーズが無くなった事件では、ポケモン達の喧嘩を止めようとしたゴルーグの胸のパーツが外れて暴走している時、カラカラやカモネギと共にゴルーグの胸のパーツを持ってきて静止させた。
第107話ではゴルーグの所に来たいわポケモン達(イシツブテ、イシツブテ(アローラのすがた)、ダンゴロ)と喧嘩していた。

#### ニドラン♂
ニドラン♂
- 声 - 三木眞一郎
- 性別：♂
- 登場時期：PM2

第20話から登場。「ポケモンオリエンテーリング」の最中で茂みに隠れていたところを♀と共にゲットされた。♀とは恋愛関係。初対面のコハルにも懐いた。
♀がスピアーにポケモンフーズを盗まれたと疑われた時は♀とナゾノクサを庇っていた。
第35話では他のポケモン達と共にライチュウからきのみをもらった。
第62話では洞窟に入ろうとしたジメレオンを♀と一緒に追い出した。
第107話ではゴルーグの所に来たいわポケモン達(イシツブテ、イシツブテ(アローラのすがた)、ダンゴロ)と喧嘩していた。

#### ニドラン♀
ニドラン♀
- 声 - 清水理沙
- 性別：♀
- 登場時期：PM2

第20話から登場。「ポケモンオリエンテーリング」の最中で茂みに隠れていたところを♂と共にゲットされた。♂とは恋愛関係。初対面のコハルにも懐いた。
ポケモンフーズが無くなった時はナゾノクサ共々、スピアーに疑われるも♂が庇ってくれた。
第35話では他のポケモン達と共にライチュウからきのみをもらった。
第62話では洞窟に入ろうとしたジメレオンを♂と一緒に追い出した。
第107話ではゴルーグの所に来たいわポケモン達(イシツブテ、イシツブテ(アローラのすがた)、ダンゴロ)と喧嘩していた。

#### ナゾノクサ
ナゾノクサ
- 登場時期：PM2

第20話から登場。「ポケモンオリエンテーリング」の最中で道端を歩いていたところをゲットされた。
ポケモンフーズが無くなった事件ではニドラン♀共々、スピアーに疑われるも♂が庇ってくれた。また、メグロコに噛まれそうになった。
第24話では巨大コイキングをゲットする為に繰り出され、コイキングを「ねむりごな」で眠らせた。
第35話では他のポケモン達と共にライチュウからきのみをもらった。
第62話では木の実に当たりそうになったところをメッソンに助けられた。
第66話ではナッシーやアローラのすがたのナッシーやマダツボミと共に水浴びをしていた。
第78話ではカラカラ、オタチ、スリープ、ナックラー、バオップ、ヒヤップ、ヨクバリス、ホルビーと共にポケモンフーズを食べていた。
使用技は「ねむりごな」。

#### ニョロモ
ニョロモ
- 登場時期：PM2

第20話から登場。「ポケモンオリエンテーリング」の最中で川を泳いでいたところをゲットされた。
ポケモンフーズが無くなった時はメノクラゲたちと共に、むしポケモン側とベトベターたちの喧嘩に巻き込まれていた。
第62話では進化して落ち込むジメレオンにトサキントと共に「みずでっぽう」を繰り出し、機嫌を悪くさせてしまった。
使用技は「みずでっぽう」。

#### ベトベター
ベトベター
- 声 - 中村悠一
- 登場時期：PM2

第20話から登場。「ポケモンオリエンテーリング」の最中にゲットされた。
ポケモンフーズが無くなった時はキャタピーとビードルを疑った。その後、ポケモン同士の喧嘩で「しびれごな」を繰り出したバタフリーとモルフォンに毒の息を吐いた。
第29話ではメッソンの涙で泣いていた。
第35話では他のポケモンたちと共に、ライチュウからきのみをもらった。
第107話では自分の住処をケロマツに譲り、自分は水場に住み着いたことで水が汚れてしまい、他のポケモンたちが喧嘩する原因を作ってしまった。その後、サトシ達によって新しい住処をもらいそこに住み着くようになった。
第108話ではサトシのポケモンたちのトレーニングをマダツボミ、ケロマツ、ネマシュ共に見ており、その後、ケロマツがゲコガシラに進化したことに喜んでいた。

#### アーボ
アーボ
- 登場時期：PM2

第20話から登場。「ポケモンオリエンテーリング」の最中にゲットされた。威嚇時は尻尾を鳴らす。
ポケモンフーズが無くなった時は、むしポケモン側と大喧嘩していた。
第62話では自分の縄張りの洞窟に入ったジメレオンを追い出した。

#### カモネギ
カモネギ
- 声 - うえだゆうじ
- 登場時期：PM2

第20話から登場。ゴウと2度遭遇し、いずれも投げられたモンスターボールを手にしたクキを振って、ゴウの顔面へと打ち返して去って行くが、「ポケモンオリエンテーリング」の終盤における3度目の遭遇時にこれまでの行動パターンを学習したゴウがスローで投げたモンスターボールでようやくゲットされた。
武器であり非常食でもあるクキを非常に大事にしており、ポケモンフーズが無くなった時もあえて食べずに我慢していた。バットの様にクキでボールを打ち返す技を得意としている。
ポケモンフーズが無くなった時はオニスズメとスバメに自分のクキを狙われていた。また、ポケモン達の揉み合いを仲裁しようとしたゴルーグの封印が外れて暴走している時にカラカラやポッポと共にパーツを持って来て静止させた。
第27話でガラルに行われるダンデの公式戦バトルを観戦する為に手持ちに入った。その後、ガラルカモネギ（後にサトシがゲット）とバトルするも、軽くあしらわれ敗北する。
第28話ではサトシのカモネギとバトル（メッソンが姿を消しながら、食事をつまみ食いしたのをお互いの仕業だと思い込んだ為）していたり、サトシたち共々、目の前に現れたメッソンの涙で泣いていた。
第30話ではリオルの特訓相手となるも、分身を全て攻撃され敗れる。
第32話では手持ちに入っており、「いあいぎり」で草を刈り取った。
使用技は「つじぎり」、「かげぶんしん」、「いあいぎり」。

#### ナッシー
タマタマ→ナッシー
- 声 - 不明(タマタマ)→花澤香菜(ナッシー)
- 登場時期：PM2

第21話から登場。ゴウがポケモンのタマゴを探している時にゲットされた。ゴウ初のエスパータイプ。
第37話でワンパチが拾ったリーフの石でナッシーに進化。ゴウがナッシー（アローラのすがた）もゲットしようとするきっかけとなった。
第66話ではアローラのすがたの個体やナゾノクサやマダツボミと共に水浴びをしていた。

#### カイロス（コロミと交換)
カイロス
- 声 - 光部樹
- 登場時期：PM2

第33話に登場。ゴウがコロミのカイロス探しを手伝った際にゲットした。その後、コロミのヘラクロスと交換された。

#### ヘラクロス
ヘラクロス
- 声 - うえだゆうじ
- 性別：♂
- 登場時期：PM2

第33話から登場。元はシンオウのむしポケモンをコンプリートしている少女トレーナー・コロミ（声 - 日高里菜）のポケモンだったが、別個体のカイロス（声 - 光部樹）をゲットしたのと♀のカイロスから好意を持たれたため、別個体のカイロスと交換してゴウの手持ちとなった。交換前からゴウとの息もピッタリだった。ゴウ初の交換でゲットしたポケモン。第2世代の種類をカントー地方でゲットした初のポケモン。ゴウ初のかくとうタイプ。優しい性格でカイロスと仲がいいものの良い香りに目がなく、雌ポケモンの香りにつられ、カイロスの嫉妬をかうこともある。
交換前、サトシとの公式バトルでは持ち前のパワーでピカチュウを追い詰めるも、「エレキネット」で封じられてからの「アイアンテール」で敗れる。
第35話ではヒヒダルマと力比べをしていた。その後他のポケモン達と共にライチュウから、きのみをもらった。
第46話で底なし沼に落ちたサトシを助けた。
第62話ではカイロスの巣穴に入り込んだジメレオンを放り投げた。
第66話ではカイロスから花の輪をもらった。
第94話ではドレディアの香りに惹かれる。その後、ロケット団のラランテスに苦戦を強いられるも、カイロスが庇ったことで惚れ直した。ただし、第107話でも続いているようでドレディアに加えマホイップの香りにまでつられてしまい、カイロスからお仕置きされてしまう。
第32話以降のオープニングにて本編に先駆けて登場。
使用技「つっぱり」、「みだれづき」、「メガホーン」、「つばめがえし」。

#### エビワラー
エビワラー
- 性別：♂
- 登場時期：PM2

第34話から登場。格闘道場の空手大王との勝負に勝って貰った、サワムラーとエビワラーの内の1体。ゴウはどちらにするか迷っていたが、結局はエビワラーを選んだ。

#### ライチュウ
ピカチュウ→ライチュウ
- 声 - 真堂圭
- 性別：♀
- 登場時期：PM2

第35話から登場。大量発生していた野生のピカチュウの内の1体をゲットした。ゴウ初のでんきタイプ。ロケット団に捕まった仲間のピカチュウたちを助けるため、ゴウに持たせたかみなりのいしで進化。世話好きで敵味方問わず、きのみを分けてあげる優しさを持つ。その後、サクラギパークのポケモン達にきのみをあげていた。
第53話ではゴウやメッソンと共に毒で衰弱したスイクンを助けるため、木の実を探しに森に入り、モモンのみを直接渡した。
第67話ではピカチュウ、コイル（フランソワーズ）、ワンパチ、チョンチー、パッチルドンと共に電気を盗んだ容疑者候補となっていた。
第70話ではモルペコとヨクバリスにきのみやポケモンフーズを渡した。また、巣籠もり中のジメレオンにきのみを届けた。
第73話ではエースバーン、サルノリ、バオップ、ヒヤップと共にタイレーツのお手本になろうとした。
第96話ではピカチュウ、トゲデマルと共にデンリュウの光の威力を上げた。
サトシ以外のレギュラーで初めてピカチュウをゲットした。
使用技は「ほっぺすりすり」。

#### プテラ
プテラ
- 登場時期：PM2

第38話から登場。ゴウが発見した「ひみつのコハク」から蘇ったポケモン。ロケット団によって半ば強引に復元されては暴走するも、ゴルーグとのバトルに敗北。その後はゴウにゲットされた。
レギュラー初の化石ポケモンゲットとなった。
第71話ではムウマ、フライゴン、カイリュー、ゲンガーと共にキュウコン（アローラのすがた）を探していたが、見つけられなかった。
第90話では卵に退化したが、別世界のゴウのプテラはアーマーを装備していたため、退化されずに済んだ。
第32話以降のオープニングから本編に先駆けて登場。
使用技は「アイアンヘッド」、「りゅうのいぶき」。

#### マンキー
マンキー
- 登場時期：PM2

第46話から登場。セロアイランドの木の上にいたマンキーの群れのうちの1体。木から降りたところをゲットされた。
第54話ではイシツブテとボールを取り合っていた。
第62話では落ち込んで元気が無いジメレオンを、ホルビーと共に励まそうとして、遊びたいと誘っていたが、失敗に終わった。
第107話ではワンパチに挨拶を交わしていた。

#### クラブ
クラブ
- 登場時期：PM2

第46話から登場。底なし沼を渡ろうとしたゴウたちをキングラーと共に襲うもゴウにゲットされた。
第80話ではインテレオン、ウオノラゴンと共に消火活動をした。
使用技は「バブルこうせん」。

#### イシツブテ
イシツブテ
- 登場時期：PM2

第51話から登場。カントー地方のイワヤマトンネルに生息していたポケモン。サトシのカモネギが粉砕した岩の中から飛び出したところをゲットされた。
第54話ではマンキーとボールを取り合っていた。
第107話ではアローラのすがたの個体やダンゴロと共にゴルーグの前に来ており、ポッポ、ニドラン♂、ニドラン♀、オニスズメ、ヤヤコマの5体と縄張りを巡って喧嘩していた。
アローラのすがたの個体と力比べをすることが多い。

#### ディグダ
ディグダ
- 登場時期：PM2

第52話から登場。ロケット団が原因で農園を荒らしていたディグダのうちの一体。地面から出たところをゲットされた。
第107話ではベトベターの新しい住処を作るために、バタフリー、スピアー、カラカラ、アリアドス、ナックラー、ガントル、ナットレイ、アイアント、ケロマツ、ナゲツケサルと共に作業をしていた。

#### ダグトリオ
ダグトリオ
- 登場時期：PM2

第52話から登場。農園・エンドウファームを荒らしていたディグダの群れのリーダー。サトシたちによって誘導され地面から出たところをゲットされた。その後、原因を作ったロケット団のモグリューやサンドパンを撃退した。一連の事件後、ダグトリオが良質な作物が育つ土を生成できることを悟ったゴウはエンドウファームのエンドウにダグトリオのボールを手渡し、ゴウの元を離れた。
伝説のムゲンダイナを除いて、ゴウが初めて他人に譲ったポケモンである。
使用技は「あなをほる」、「じならし」、「すなじごく」。

#### サルノリ
サルノリ
- 声 - 武田華

第59話から登場。第8世代の種類をカントー地方でゲットした初のポケモン。3代目メインパートナー。

#### マダツボミ
マダツボミ
- 登場時期:PM2

第60話から登場。ポケモンセンターへ向かう途中で茂みから出て来た。体が萎れていたが、サルノリによって回復され元気を取り戻し、自らゴウにゲットされた。
第66話ではナッシーやアローラのすがたのナッシーやナゾノクサと共に水浴びをしていた。
第108話ではベトベター、ケロマツ、ネマシュと共にサトシのポケモンたちのトレーニングを見ており、その後、ケロマツがゲコガシラに進化したことに喜んでいた。

#### ラッタ
ラッタ
- 登場時期:PM2

第70話から登場。路地裏にいたところをゲットされた。

#### ピジョン
ピジョン
- 登場時期:PM2

第70話に登場。ショッピングモールの屋上にいたところをゲットされた。
また、第6話や第68話では別個体のピジョンをゲットしようとしたが失敗している。

#### ビリリダマ
ビリリダマ（色違い）
第81話に登場。ゴウ初の色違い(青色)のポケモン。ことあるごとに爆発する。
使用技は「じばく」。

#### ヤドン
ヤドン
声 - 坂田将吾
第97話から登場。サトシ達が以前訪れた、ヤドンの島にいたヤドンの群れのうちの一体。サトシ達と寝そべっていたところをゲットされた。

#### ゴルバット
ゴルバット
第102話から登場。風の吹く崖を渡ろうとしていたサトシ達に襲い掛かろうとしたところをゲットされる。

#### ゴローン
ゴローン
声 - 中村悠一
第102話から登場。穴から飛び出し、ころがって襲い掛かろうとしたところをゲットされる。崖の上に寝ていることが多いが、寝返りを打って転げ落ちることもある。
使用技は「ころがる」。

#### パルシェン
パルシェン
第102話から登場。トキオとのバトルの最中に登場。トキオのベイリーフを「つららばり」で苦戦させるも、ゴウのエースバーンの「かえんボール」を食らったところをゲットされる。
使用技は「つららばり」。

### ジョウト地方

#### オタチ
オタチ
- 声 - 真堂圭
- 登場時期：PM2

第9話から登場。エンジュシティ近郊の茂みから飛び出た直後にゲットされた。ジョウト地方初のポケモン。
ポケモンフーズが無くなった事件では、最後の1個を他のポケモンと取り合いの喧嘩をしていた。
第35話では他のポケモンたちと共に、ライチュウからきのみをもらった。
第78話ではカラカラ、ナゾノクサ、スリープ、ナックラー、バオップ、ヒヤップ、ヨクバリス、ホルビーと共にポケモンフーズを食べていた。

#### ムウマ
ムウマ
- 声 - 清水理沙
- 特性：ふゆう
- 登場時期：PM2

第9話から登場。スズの塔にいたポケモン。サトシたちに幻覚を見せたが、オドシシと共にゲットされる。ゴウ初のゴーストタイプ。
相手を脅かす悪戯大好き。第20話ではサトシとゴウの部屋にいた。メグロコと手を組んで他のポケモンたちからポケモンフーズを得ようとしたが、失敗したのでむしポケモン側に寝返った。
第71話ではプテラ、フライゴン、カイリュー、ゲンガーと共にキュウコン（アローラのすがた）を探していたが、見つけられなかった。

#### オドシシ
オドシシ
- 登場時期：PM2

第9話から登場。スズの塔にてムウマと共にサトシたちの行動を妨害して幻覚を見せていたが、ジエイ（声 - 中博史）のホーホーの技「みやぶる」で効果がなくなり、再び幻覚を見せようと試みたもののムウマ共々ゲットされた。
第11話ではストライク同様、サトシのカイリューを警戒していたが、すぐ仲良くなった。
ポケモンフーズが無くなった時は、むしポケモン側と大喧嘩していた。

#### アリアドス
アリアドス
- 声 - 観世智顕
- 登場時期：PM2

第32話から登場。草が生い茂った場所でゲットされた。ゴウの50種類目にゲットされたポケモン。
第107話ではベトベターの新しい住処を作るために、バタフリー、スピアー、ディグダ、カラカラ、ナックラー、ガントル、アイアント、ケロマツ、ナゲツケサルと共に作業をしていた。

#### クヌギダマ
クヌギダマ
- 声 - うえだゆうじ
- 登場時期：PM2

第32話から登場。こちらも同じくゲットされた。3年前にゴウを襲った個体だったかは不明。木にぶら下がっていることが多い。

#### チョンチー
チョンチー
- 声 - マリナ・アイコルツ
- 登場時期：PM2

第39話から登場。ゲット描写はなく、終盤に登場。
第62話では泳いでいたところをニョロモとトサキントに「みずでっぽう」を繰り出され怒ったジメレオンの攻撃が当たり、仕返しに電撃を浴びせた。
第67話ではピカチュウ、コイル（フランソワーズ）、ワンパチ、ライチュウ、パッチルドンと共に電気を盗んだ容疑者候補となっていた。
第85話ではルカリオと共に潜水艦を発見した。
使用技は「ちょうおんぱ」。

#### スイクン
スイクン
- 声 - うえだゆうじ
- 登場時期：PM2

第53話から登場。ムゲンダイナに続く2体目の伝説のポケモンで、手持ちとなったのは初である。
水を浄化する能力を秘めており、汚れた水を綺麗にしながら世界中を旅していた。野生のポケモンたちの生活のために、とある湖を数日に渡って守っていたが、ポケモンハンターのボス（声 - 最上嗣生）とその部下たち（声 - 三宅健太、光部樹）の罠にはまり捕獲されかけた。その後、機転を利かせたゴウがモンスターボールを投げたことでゲットされ救出された。当初はゴウに対して警戒していたが、ポケモンハンターから守ってくれたことや傷の療養をしてくれたことで徐々に心を開いていき、最後はゴウと息と合わせてハンターに立ち向かい制圧した。ジュンサーがハンターを連行後、ゴウは自然に帰す決断をしていたが、自らの意思でサクラギパークに残った。その後、姿を消したがゴウは「スイクンはいる」と言っていた。
第107話にて久々に登場し、「あまごい」でベトベターの住処を作り、サクラギパーク内の汚れた水を浄化させた。そして、ワンパチの活躍を見守り、速やかに去って行った。
最終回にてアブソル、ナゲツケサル、レジエレキと共に旅立つことが決まったサトシとゴウを見守っていた。
第3作品目のオープニング『1・2・3（からあげ姉妹)』でライコウやエンテイと共に先行登場した。第4オープニングにも一瞬だけ登場。
使用技は「ハイドロポンプ」、「れいとうビーム」、「あまごい」。

#### スリープ
スリープ
- 登場時期：PM2

第53話から登場。ゴウがスイクン療養用のきのみを探している最中に、寝ている野生のコラッタの夢を食べようとしていたところをゲットされた。第1世代の種類をジョウト地方でゲットした初のポケモン。ポケモンハンターの部下達が繰り出すどくタイプポケモン対策として捕獲し活躍も見せたが、ボスが繰り出したヘルガーの「かみくだく」に倒された。
第78話ではカラカラ、ナゾノクサ、オタチ、ナックラー、バオップ、ヒヤップ、ヨクバリス、ホルビーと共にポケモンフーズを食べていた。
使用技は「サイケこうせん」、「はたく」。

#### ヤミカラス
ヤミカラス
第83話に登場。突然、夜になったので周囲から不吉がられて落ち込んでいたところをゴウにゲットされた。

#### ホーホー
ホーホー
第94話から登場。冒頭でイッシュ地方の調査から帰ってきたサトシとゴウを見送るシーンに登場しており、どの地方でどのような経緯でゲットしたかは一切不明。
ただし、それ以降のエピソードや第4オープニングにも登場していないことから、作画ミスだった模様。

### ホウエン地方

#### スバメ
スバメ
- 声 - 足立梨花
- 登場時期：PM2

第7話から登場。バトルフロンティアにいたポケモンで、ゴウにゲットされる。ゴウ初のノーマルタイプでホウエン地方初のポケモン。
第11話ではケムッソとバトルしていた。第15話ではカラカラの骨を探す為に協力するが、寒さには弱いらしく、公園の遊具で休んでいた。オニスズメと一緒にいることが多く、一個のポケモンフーズを2体で分けたり、カモネギのクキを狙っていた。

#### ドクケイル
ケムッソ→マユルド→ドクケイル
- 声 - 不明(ケムッソ、ドクケイル)、花澤香菜(マユルドBのみ)
- 登場時期：PM2

第7話から登場。ゴウにゲットされた3体のポケモン。ゴウがケムッソを3体ゲットしたのはカラサリス・マユルドのどちらに進化するか分からないからだが、スバメとのバトルで3体ともマユルドに進化してしまった。ゴウがゲットしたポケモンの中で初めて進化したポケモンでもある。ゴウは3体ともマユルドに進化した時はショックを受けていたが、進化したこと自体は嬉しかった模様。3体一緒に纏まっていることが多い。
ポケモンフーズが無くなった事件ではポケモンたちの喧嘩とゴルーグの暴走に巻き込まれるも、喧嘩を止めたポケモンたちの活躍でドクケイルに進化。そして、同時習得した「にほんばれ」でゴルーグの「あまごい」を止ませた。
第29話ではメッソンの涙で泣いていた。
使用技は「にほんばれ」。

#### キャモメ
キャモメ
- 登場時期：PM2

第31話から登場。波止場を飛んでいた群れのうちの1体をゲットした。

#### ナックラー
ナックラー
- 声 - 観世智顕
- 登場時期：PM2

第36話から登場。すり鉢状の巣穴でフライゴンの歌声に誘われた人間を引きずりこもうとしたところを、ゴウがゲットしようとするも、一回目は砂をかけられたのでゲットできなかったが、二回目のカーブでゲットされる。
第64話では手持ちに加えられており、源泉枯渇の原因を突き止める際に穴掘りを任せられた。しかし、じめんタイプの為か掘る途中に寒さで凍えてしまいボールに戻された。
第78話ではカラカラ、ナゾノクサ、オタチ、スリープ、バオップ、ヒヤップ、ヨクバリス、ホルビーと共にポケモンフーズを食べていた。
第107話ではベトベターの新しい住処を作るためにバタフリー、スピアー、ディグダ、カラカラ、アリアドス、ナックラー、ガントル、アイアント、ケロマツ、ナゲツケサルと共に作業をしていた。
使用技は「あなをほる」。

#### ビブラーバ
ビブラーバ
- 特性：ふゆう
- 登場時期：PM2

第36話から登場。ゴウの眼前を横切ったことで遭遇する。一回目はボールを避けてはゴウたちを「ちょうおんぱ」で苦しめ、ゴウのカーブボールをかわすも、ラビフットがボールを蹴飛ばしてそのままゲットされる。ゴウ初のドラゴンタイプ。
第107話ではワンパチに頼まれて、水が汚れて激怒していたハギギシリの「いやなおと」を「ちょうおんぱ」で打ち消した。
使用技は「ちょうおんぱ」。

#### フライゴン
フライゴン
- 声 - 清水理沙
- 特性：ふゆう
- 登場時期：PM2

第36話から登場。キンセツシティで「すなあらし」を起こして自分の縄張りをつくっていた。それを止めるべくゲットしようとしたものの、1回目はゲットできずサトシたちとバトルになった。「すなあらし」の攻防や地中からの「ドラゴンダイブ」、ドラゴンタイプ最強クラスの「りゅうせいぐん」で追い込むもラビフットに「りゅうせいぐん」を利用され、空中から打った「ひのこ」が直撃し、ゲットされる。
第40話ではラビフットと共にサンダーとバトルをした。伝説のポケモン・サンダー相手に善戦したが、最後は双方の疲労により逃がしてしまった。
第71話ではプテラ、ムウマ、カイリュー、ゲンガーと共にキュウコン（アローラのすがた）を探していたが、見つけられなかった。
第84話ではゴウとコルニを乗せて飛行するが、ピジョットとボーマンダのバトルに巻き込まれてしまった。
第90話ではビブラーバからナックラーを経て卵に退化。別世界のゴウのものはアーマーを装備したため退化しなかった。
第113話ではレジエレキ、レジドラゴとバトルするも敗れる。
歌声は羽と砂がこすれて聞こえるもので、人を誘い込む効果がある。ゲット前からかなりの実力の持ち主。ゲット以降はバトルのみならず偵察や飛行要員として活躍する機会が多い。
第2作目及び第3作目のオープニング「1・2・3」にて登場する。なお、第2作目では本編に先駆け、ゴウの手持ちの1匹として登場した。
現在の使用技は「りゅうせいぐん」、「ドラゴンクロー」、「りゅうのいぶき」、「マッドショット」。ゲット前は「すなあらし」、「ドラゴンダイブ」も使用。

#### アブソル
アブソル
声 - 林原めぐみ
- 登場時期：PM2

第64話から登場。フエンタウンのホウジの実家でおじが経営する宿の温泉が出なくなり、伝承からレッテルを貼られ原因と決めつけられていた。しかし、実際はオニゴーリ達が源泉に住み着いたのが要因だった。
危険を察知する能力を持っており、その能力が誤解され古くから忌み嫌われている。フエンタウンの伝承においても、300年前の石碑からはアブソルは温泉の枯渇をもたらしていたと解釈されてきた。だが、実際はえんとつやま噴火の予言を伝えようとしており、ゴウたちと共に噴火を未然に防いだ。一件落着後、ホウジのおじは一連の誤解を謝罪した。
当初は調査を試みたサトシたちを襲撃してきたが、噴火を察知し駆けつけた際にはえんとつやまに出現し協力した。噴火の原因になり得る水蒸気を地下から排出させたが、その際に突発的な高温の水蒸気を浴びかけた所をゴウにゲットされた。
スイクンと同様に助ける目的でゲットした事からゴウは逃がそうとしたが、自らモンスターボールに戻り、ゴウの仲間になった。
第91話ではサルノリのイタズラが原因で封印を解かれたミカルゲとバトルした。
使用技は「つじぎり」。

#### サメハダー
サメハダー
第85話から登場。シードラに襲い掛かろうとしたところを偶然ゴウのボールに当たり、ゲットされる。

#### キングドラ
キングドラ
第85話から登場。あくびをすると「うずしお」が発生する。スマホロトムで再生されたカイリューの鳴き声におびき寄せられ、ゴウとバトル。タマンタの「れいとうビーム」で動きを封じられた後にインテレオンの「アクアブレイク」を食らい、最後は「ねらいうち」でモンスターボールを撃ち込まれてゲットされた。第2世代の種類をホウエン地方でゲットした初のポケモン。
使用技は「うずしお」、「りゅうのいぶき」。

#### チルタリス
チルタリス
第105話から登場。最初で逃げられたが、終盤で再び現れゴウが追いかけ、シーンはないものの後にゲットされたことが判明した。

### シンオウ地方

#### タマンタ
タマンタ
- 声 - 真堂圭
- 登場時期：PM2

第8話から登場。キッサキシティでゲットされた。シンオウ地方初のポケモン。流氷レースにも参加しており、当初はやる気なさげだったが、苦戦するピカチュウに協力した。
ポケモンフーズが無くなった時はメノクラゲたち共々、むしポケモン側とベトベターたちとの喧嘩に巻き込まれていた。
第85話ではジュゴンと共にキングドラを探そうとした。その後、キングドラとバトルした。
使用技は「こうそくいどう」、「れいとうビーム」。

#### トサキント
トサキント
- 登場時期：PM2

第24話から登場。リゾートエリアの池にいたポケモン。ゴウが最初に釣り上げたトサキントをゲットした。第1世代の種類をシンオウ地方でゲットした初のポケモン。その後も幾度と別の個体を釣り上げるが、既にゲットしていたポケモンのため逃がしていた。
第31話ではナミのヒンバスと仲良くなり、得意とする優雅な泳ぎを伝授した。
第62話では進化して落ち込むジメレオンにニョロモと共に「みずでっぽう」を繰り出し、機嫌を悪くさせてしまった。
使用技は「みずでっぽう」。

#### コイキング
コイキング
- 性別：♂
- 登場時期：PM2

第24話から登場。通常サイズの個体。サトシが釣った後にゴウがゲットした。トサキントに次ぐ第1世代の種類をシンオウ地方でゲットした個体。トサキント同様、既にゲットしていたポケモンなので、別の通常個体は釣り上げた後に逃がしていた。
第37話ではナマコブシの隣にいた。

#### コイキング（ヌシ）
コイキング（ヌシ）
- 性別：♂
- 登場時期：PM2

第24話から登場。上記とは別個体。通常より巨大サイズで、リゾートエリアのヌシ。巨大なだけあってジャンプ力も凄まじく、ひと跳ねで高く跳ね上がるほど。ナゾノクサの「ねむりごな」で眠らされた所をゲットされた。その後、ロケット団とバトルする（実際は注意を引くだけ）。
第26話Aパートでは太っていたが、コイキング・ハイジャンプ大会に出場する為に、サトシとゴウの特訓もあって引き締まった体型となる。背鰭に重りをつけたまま（カイリキーが腰を痛めるほど重いもの）勝ち進み、決勝戦で9連覇チャンピオン・カスキング（声 - 春日俊彰）のキンキング（色違い）と対決。重りを外してこれまでにないほどの高さでジャンプしたものの、あまりにも高く跳ねすぎて宇宙まで飛んでしまい、着地できなかったので記録が認められず、優勝は逃してしまった。その後、Bパートにて偶然にもヤドンの島に着地してゴウのもとに戻ってきた。
第31話ではナミのヒンバスと仲良くなり、持ち前のジャンプ力を伝授した。
第62話ではチョンチーの電撃によって乗っかってきたジメレオンを振り払った。
使用技は「はねる」だが、巨体故かこちらはゲームとは違い、何も起こらないでは済まされない威力である。

#### キュウコン（アローラのすがた）
キュウコン（アローラのすがた）
- 声 - 清水理沙
- 登場時期：PM2

第71話に登場。アローラ地方・ラナキラマウンテンに生息していたが、ポケモンハンターに連れ去られ、ハンターの飛行機が不時着した際にシンオウ地方のテンガン山に逃げ出した。最初はゴウに対して敵意を剥き出しにしていたものの、ゴウの呼び掛けで心を動かされ自らボールに入った。第7世代の個体をシンオウ地方で入手した初のポケモンでその後、アサヒらに手渡され、第80話にて生息場所であるラナキラマウンテンに返された。
また、本来の姿より先にゲットした最初のリージョンフォームでナッシーに次ぐアローラのすがたの個体。
使用技は「れいとうビーム」、「マジカルシャイン」、「オーロラベール」。

### イッシュ地方

#### ヒヒダルマ
ヒヒダルマ
- 声 - 間宮康弘
- 特性：ダルマモード
- 登場時期：PM2

第14話から登場。巨神の遺跡の前にいたポケモン。ダルマモードからノーマルモードになった時に、ピカチュウとヒバニーに「オーバーヒート」で襲い掛かり攻撃しようとした所をゲットされた。イッシュ地方初のポケモン。ヒバニーに続く2体目のほのおタイプ。ゲット後はゴルーグと戦う為に活躍した。その後は「サクラギパークの守り神」と評されていた。
基本的にはパーク内のポケモン達と打ち解けてはいるものの、悪ふざけが好きな性格で、ほのおタイプでありながらほのお技を使えないヒバニーを馬鹿にして嘲笑したり、臆病なメッソンを脅かしてからかったりなどしていた。
ポケモンフーズが無くなった時はメグロコを攻撃して池の近くまで吹き飛ばした。また、むしポケモン側と大喧嘩していた。
第35話ではヘラクロスと力比べしていた。その後他のポケモン達と共にライチュウから、きのみをもらった。
第54話ではことあるごとにメッソンを脅かしていたが、最終的には今までの行いが祟り仕返しに水を掛けられた。
第102話のフリーザーとのレイドバトルでは、パワーの桁違いによってサトシのネギガナイト、シゲルのバンギラス、トキオのイエッサンと共に一撃で倒される。
使用技は「オーバーヒート」。

#### メグロコ
メグロコ
- 声 - 古島清孝
- 登場時期：PM2

第14話から登場。遺跡の中にいたポケモン。砂に潜っていたところをヒバニーに尻尾を踏まれ、怒って襲いかかったが、効果抜群の「にどげり」を食らい気絶したところをゲットされた。ゴウ初のじめんタイプ及びあくタイプ。
一匹狼で他のポケモンと関わるのは苦手。ポケモンフーズが無くなった事件ではヒヒダルマに吹き飛ばされて、ムウマと手を組んで他のポケモン達からポケモンフーズを得ようとしたが、失敗に終わったのでむしポケモン側に寝返った。
第35話では他のポケモンたちと共に、ライチュウからきのみをもらった。

#### ゴルーグ
ゴルーグ
- 性別：不明
- 登場時期：PM2

第14話から登場。遺跡の中心部にいた巨神の正体。身長は5メートルもあり、通常のゴルーグより大きい。周りの者を敵だと判断して襲ってくるが、サトシのカイリューとゴウのヒヒダルマにダメージを負わされ、ゲットされた。ゲット後はヒヒダルマ同様、「サクラギパークの守り神」と評された。
ポケモンフーズが無くなった事件ではパーク内のポケモンたちの喧嘩を止める際に、体のパーツが取れて暴走するもサトシたちの活躍で制止する。その後、再びパーツが取れて暴走したところで話が終わる。
第29話ではメッソンの涙で泣いていた。
第38話ではゴウの化石探しを手伝っていた。その後、プテラとバトルし、「アイアンヘッド」を受け止め、反撃の「アームハンマー」と「ラスターカノン」で勝利。
第107話では縄張りのことで、ニドラン♀達といわポケモン達が、喧嘩している様子に困っていた。
使用技は「あまごい」、「ラスターカノン」、「アームハンマー」。

#### バオップ
バオップ
- 登場時期：PM2

第65話から登場。ソウリュウシティ近郊でポケモン捜索中のゴウにゲットされた。
第73話ではエースバーン、サルノリ、ライチュウ、ヒヤップと共にタイレーツのお手本になろうとした。
第78話ではカラカラ、ナゾノクサ、オタチ、スリープ、ナックラー、ヒヤップ、ヨクバリス、ホルビーと共にポケモンフーズを食べていた。

#### ヒヤップ
ヒヤップ
- 登場時期：PM2

第65話から登場。ソウリュウシティ近郊でポケモン捜索中のゴウにゲットされた。
第73話ではエースバーン、サルノリ、ライチュウ、バオップと共にタイレーツのお手本になろうとした。
第78話ではカラカラ、ナゾノクサ、オタチ、スリープ、ナックラー、バオップ、ヨクバリス、ホルビーと共にポケモンフーズを食べていた。
第84話では火山地帯に落ちたゴウたちを救うために「あまごい」を使用した。
第107話ではワンパチの頼みで、ドレディアにメロメロになったへラクロスを「みずでっぽう」で正気に戻した。
使用技は「あまごい」、「みずでっぽう」。

#### アイアント
アイアント
- 声 - 観世智顕
- 登場時期：PM2

第72話から登場。イッシュ地方の巣穴に住んでいた群れの一体。迷路のような巣穴を作って、サトシやゴウ、コハル、ロケット団たちを迷子にさせた。その後、他の個体と共にサトシたちへの襲撃を試みたが、不意に遭遇したクイタランとの乱闘に怯え、ゴウ達と共に逃げ出し、ゴウに円満ゲットされた。
第107話ではベトベターの新しい住処を作るためにバタフリー、スピアー、ディグダ、カラカラ、アリアドス、ナックラー、ガントル、アイアント、ケロマツ、ナゲツケサルと共に作業をしていた。
第4オープニングでは当初はいなかったが、第102話から登場するようになった。

#### ダンゴロ
ダンゴロ
声 - 坂田将吾
第80話から登場。火山地帯にいた大群のダンゴロの内の一体。インテレオンの「ねらいうち」を食らったところをゲットされる。
第107話ではイシツブテやイシツブテ(アローラのすがた)と共にゴルーグの前に来ており、ポッポ、ニドラン♂、ニドラン♀、オニスズメ、ヤヤコマの5体と縄張りを巡って喧嘩していた。

#### ナットレイ
ナットレイ
第80話から登場。ポケモンハンターのニトウを襲っていたが、効果抜群の技であるエースバーンの「かえんボール」で倒されゲットされる。

#### ドレディア
ドレディア
- 性別：♀

第94話から登場。イッシュ地方の調査に行っていた最中でゲットした。へラクロスが惚れた。
使用技は「あまいかおり」。

### カロス地方

#### カメテテ
カメテテ
- 声 - 光部樹、観世智顕
- 登場時期：PM2

第25話から登場。海藻を取り合っていたところをゲットされた。ゴウ初のいわタイプでカロス地方初のポケモン。

#### フラエッテ
フラベベ→フラエッテ
- 声 - 真堂圭（青）、千本木彩花（オレンジ）、マリナ・アイコルツ（白）
- 性別：♀
- 登場時期：PM2

第25話から登場。ゴウにゲットされた5体のポケモン。ゴウ初のフェアリータイプ。青、黄色、赤、オレンジ、白の順番にゲットされた。白の花の個体はコンコンブルと共に探した後、終盤にゲットしたことをサトシに伝えた。第66話では青～オレンジの花の個体がフラエッテに進化したものの白い花の個体の花びらが欠けてしまい、飛べなくなってしまう。その為、ゴウたちが必死で探して見つけた白い花を取り、再び飛べるようになる。そして、一輪だけになった花を育てるためにフラエッテに進化したと同時に「グラスフィールド」を習得。その後、白い花を守るためにゴウと別れた。特にサルノリはフラエッテとの別れを涙ながら惜しんだ。
使用技は「グラスフィールド」（白い花の個体）。

#### コフキムシ
コフキムシ
- 声 - 清水理沙
- 登場時期：PM2

第25話から登場。木にいたところをゲットされた。

#### ボクレー
ボクレー
- 登場時期：PM2

第25話から登場。後ろからゲットされた。
第50話ではワンパチと一緒にコハルを出迎えた。

#### ヤヤコマ
ヤヤコマ
- 声 - 千本木彩花
- 登場時期：PM2

第25話から登場。飛んでいたところをゲットされた。
第107話ではゴルーグの所に来たいわポケモン達(イシツブテ、イシツブテ(アローラのすがた)、ダンゴロ)と喧嘩していた。

#### バクーダ
バクーダ
- 性別 - ♂

第84話から登場。メガ島の火山地帯に住み着いており、そこで遭遇したところをゲットされた。第3世代の種類をカロス地方でゲットした初のポケモン。

#### ゲコガシラ
ケロマツ→ゲコガシラ
- 声 - 社本悠

第103話から登場。ゴウ初のガラル以外及びメッソン以来のみずタイプの御三家。また、ゲットから進化するまでたった5話といった、ゴウがゲットした御三家の中で最も早い段階で進化している。
ベトベターを先輩と慕っており、彼から住処を譲ってもらった。
第107話ではベトベターの新しい住処を作るためにバタフリー、スピアー、ディグダ、カラカラ、アリアドス、ナックラー、ガントル、アイアント、ナゲツケサルと共に作業をしていた。
第108話ではコハルのイーブイとのバトルによってゲコガシラに進化。この進化がサトシがゲッコウガと再会するきっかけとなった。

### アローラ地方

#### ナマコブシ
ナマコブシ
- 声 - 真堂圭
- 登場時期：PM2

第37話から登場。波打ち際にいたところをゲットされた。アローラ地方初のポケモン。ゲット前にはラビフットに何度も踏まれたので怒って殴り飛ばした。
第76話のアローラゲットレースでは2コースのパートナーとして登場。ハギギシリの「かみつく」を特性「とびだすなかみ」で跳ね返し、「どくどく」で弱らせゲットさせた。
第107話では川が汚れて困っていたが、スイクンが清めた時には、喜んでいた。
使用技は「どくどく」。

#### ナッシー（アローラのすがた）
ナッシー（アローラのすがた）
- 登場時期：PM2

第37話から登場。ラビフットとバトルし、ゲットされる。ゴウ初のリージョンフォーム。
第53話では持ち前の長身を生かして、ポケモンハンターを見張っていた。

#### イシツブテ（アローラのすがた）
イシツブテ（アローラのすがた）
- 登場時期：PM2

第76話から登場。アローラゲットレースの1コースにて他の岩に紛れていたところをゲットされた。ナッシー、キュウコン、マッギョに続くリージョンフォーム。また、3体目のアローラのすがたのリージョンフォームで、本来の姿とリージョンフォームを両方を所持するのはナッシーに次ぐ2種類目になる。
第107話では通常の姿の個体やダンゴロと共にゴルーグの前に来ており、ポッポ、ニドラン♂、ニドラン♀、オニスズメ、ヤヤコマの5体と縄張りを巡って喧嘩していた。
通常の姿の個体と力比べすることが多い。

#### ハギギシリ
ハギギシリ
- 声 - 林原めぐみ
- 登場時期：PM2

第76話から登場。アローラゲットレースの2コースに登場。サトシのルカリオの波導で居場所を見破られ、ゴウのナマコブシとバトル。「かみつく」を内臓で弾かれ、「どくどく」で弱ったところをゲットされた。
第107話ではベトベターによって水が汚されたためにイライラし、歯ぎしりで「いやなおと」を発生させた。
使用技は「かみつく」、「アクアジェット」、「いやなおと」。

#### ナゲツケサル
ナゲツケサル
- 登場時期：PM2

第76話から登場。アローラゲットレースの3コースに登場した2匹のナゲツケサル。キャッチボールをしていたサトシたちにおびき出されるが、ロケット団の妨害によって捕獲されかけたところを、ゼンリョク兄弟に助けられる。その後、1匹はゴウがもう1匹はゼンリョク兄弟にゲットされた。

### ガラル地方

#### エースバーン
ヒバニー→ラビフット→エースバーン
- 声 - 林原めぐみ

第4話で初登場。ゴウの最初のポケモン並びに初のほのおタイプ及びガラル地方初のポケモン。初代メインパートナー。

#### ヨクバリス
ホシガリス→ヨクバリス
- 声 - 観世智顕
- 登場時期：PM2

第13話から登場。サトシのスコーンを食べていた所をゲットされた。進化前・後と共に食い意地のはった性格をしている。
食料を溜め込む習性があり、ポケモンフーズが無くなった事件の張本人で、そのせいでサクラギパークにいるゴウのポケモンたちが大喧嘩をしていたが、あくまでも習性であるため、本人に悪気もなければ騒動の元凶という自覚もなく、寧ろカラカラとともにゴルーグに騒動を止めてほしいと頼んでいた程。

第35話ではライチュウからきのみをもらって、他のポケモンと味わっていた。
第47話では大食いを見込まれて大食い大会に参加。決勝戦の最中にヨクバリスに進化し、優勝を飾った。
第70話では「はらぺこもよう」のモルペコ（後にコジロウがゲット）とポケモンフーズを奪い合っていた。
第73話ではライチュウからきのみをもらおうとして割り込みしたサルノリを列に並ばせた。
第78話では寝ながら木の実を食べていたところを寝ぼけて木から落ちた。その後はカラカラ、ナゾノクサ、オタチ、スリープ、ナックラー、バオップ、ヒヤップ、ホルビーと共にポケモンフーズを食べていた。
使用技は「タネマシンガン」。

#### インテレオン
メッソン→ジメレオン→インテレオン
- 声 - 千本木彩花（メッソン・ジメレオン）→坂田将吾（インテレオン）
- 性別 - ♂

第27話から登場。第28話でゴウにゲットされた。2代目メインパートナー。

#### ホルビー
ホルビー
- 登場時期：PM2

第42話から登場。ゴウたちのスコーンを盗み、逃げた先のまどろみの森でゲットされた。第6世代のポケモンをガラル地方でゲットした初のポケモン。
第62話では落ち込んで元気が無いジメレオンをマンキーと共に、励まそうとして、遊びたいと誘ったが失敗に終わった。
第78話ではカラカラ、ナゾノクサ、オタチ、スリープ、ナックラー、バオップ、ヒヤップ、ヨクバリスと共にポケモンフーズを食べていた。
第107話ではワンパチに挨拶を交わしていた。

#### ムゲンダイナ
ムゲンダイナ
- 特性：プレッシャー
- 性別：不明
- 登場時期：PM2

第12話から登場。サトシとゴウが二度目のガラル地方に訪れた時に一時停電した飛行機内から目撃したのが初登場。
第44話にてローズによってブラックナイトとして復活。第45話にてガラルのエネルギーを吸収してムゲンダイマックスしてしまうも、ザシアン・ザマゼンタの協力もあり撃破され、ゲットされた。その後はボールに入れたままマグノリア博士によって地下深くに封印されている。
127話にてゴウが人に役立たせるためにダンデに託した。131話にてサトシとダンデの前に姿を現す。
ゴウ初の伝説のポケモンゲットとなったが、一時的であり、使用する事がないままダンデに譲った。
第32話以降のオープニングにてムゲンダイマックスのすがたで登場し、サトシのルカリオやゴウのエースバーンと対面する。
使用技は「ダイマックスほう」、「ムゲンダイビーム」

#### ガントル
ガントル
- 声 - 間宮康弘
- 特性：「くだけるよろい」か「すなのちから」のどちらか
- 登場時期：PM2

第50話から登場。サトシのピカチュウと遊んでいたコハルのイーブイと不意に衝突され襲撃するが、ゴウのエースバーンに「でんこうせっか」をお見舞いされ、ひっくり返った所をゲットされた。第5世代の種類をガラル地方でゲットした初のポケモン。後にパッチルドンとバトルを繰り広げたが、ウオノラゴンの激突に巻き込まれ、またひっくり返った。
第76話のアローラゲットレースでは1コースのパートナーとして登場。サトシやゴウたちを乗せて断崖絶壁を登った。その後、全力兄弟のジャラランガがZワザで押しのけた岩を「ずつき」で跳ねのけた（その後その岩は崖の斜面を横に転がり、待ち伏せていたロケット団は襲ってきたそれから逃げる結果となった）。
第102話のフリーザーのとのレイドバトルでは、「ふぶき」を呼んで盾になろうとするも、「ぜったいれいど」という判断ミスにより敗れる。
第107話ではベトベターの新しい住処を作るために、バタフリー、スピアー、ディグダ、カラカラ、アリアドス、ナックラー、アイアント、ケロマツ、ナゲツケサルと共に作業をしていた。
使用技は「ストーンエッジ」、「かたくなる」、「ずつき」。

#### パッチルドン
パッチルドン
- 性別：不明
- 登場時期：PM2

第50話から登場。ワイルドエリアで発掘された化石から復元された。
本来はパッチラゴンとして復元される予定だったが、ガサッツたちの手違いによって異なる化石が合わさり、誤ってパッチルドンになった。
相性では不利なガントルの「ストーンエッジ」を耐えるなどかなりの根性の持ち主である。
第67話ではピカチュウ、コイル（フランソワーズ）、ワンパチ、ライチュウ、チョンチーと共に電気を盗んだ容疑者候補となっていた。
第86話ではジュゴン、レジーナのグレイシア（ミーチェ）、サトシのウオノラゴンと共に氷の遊園地を作った。
使用技は「じゅうでん」、「こなゆき」、「こおりのキバ」。

#### ネマシュ
ネマシュ
- 声 - マリナ・アイコルツ
- 登場時期：PM2

第55話から登場。ルミナスメイズの森でエースバーンとゴウに挟みうちにされてゲットされた。第7世代の種類をガラル地方でゲットした初のポケモン。
第108話ではベトベター、マダツボミ、ケロマツと共にサトシのポケモンたちのトレーニングを見ており、その後、ケロマツがゲコガシラに進化したことに喜んでいた。

#### マッギョ（ガラルのすがた）
マッギョ（ガラルのすがた）
- 登場時期：PM2

第73話から登場。ゴウがモンスターボールと間違えて手を出そうとし泥から飛び出したところをゲットされた。ナッシー、キュウコンに次ぐリージョンフォーム。ガラル地方初のリージョンフォーム。

#### タイレーツ
タイレーツ
- 声 - 光部樹、坂田将吾
- 性別：不明
- 登場時期：PM2

第73話から登場。未熟なため、チームワークがうまく取れていない。その後、ゴウたちに手伝ってもらい、コオリッポとのバトルで抜群のチームワークを成立させ勝利。その後、ヘイチョーとヘイ達が話し合った末に、ゴウの手持ちに加わりたいと希望し、ゲットされた。
使用技は「まもる」。

#### マホイップ
マホミル→マホイップ
- 声 - 千本木彩花
- 性別：♀
- 姿：ミルキィバニラ（いちごあめざいく）
- 登場時期:PM2

第82話から登場。入り込んだケーキ店にてケーキ食べに訪れていたゴウに懐いた末にゲットされた。その後、ケーキの飴細工を頭に乗せ、ゴウと共に回転したことで偶然の形で進化条件を満たしマホイップに進化。ポプラ主催のケーキ作り大会ではゴウの手助けをしたが、クリームをサルノリに食べ尽くされてしまいケーキは完成出来なかったものの、ポプラから仲間の食欲を刺激する美味しいクリームができるほどの相性の良さを評価された。

#### ヌケニン
ヌケニン
- 特性：ふしぎなまもり
- 性別：不明
- 登場時期：PM2

第91話から登場。ゴースト列車内でツチニンがテッカニンに進化した直後、いつの間にかゴウの手持ちに入っていた。第3世代における種類をガラル地方でゲットした初のポケモン。

#### サニーゴ（ガラルのすがた）
サニーゴ（ガラルのすがた）
第92話から登場。ラテラルタウン付近の森の墓地に住んでいるポケモン。似た石の中に紛れていた所、ダイキノコを取ろうとしたサトシが落とした帽子が当たった為、姿を現して祟りをかけようとしたところをゴウにゲットされる。ナッシーとキュウコンとマッギョとイシツブテに次ぐリージョンフォームで2体目のガラル地方のリージョンフォーム。

#### ヒメンカ
ヒメンカ
声 - マリナ・アイコルツ
第100話から登場。群れのうちの一体をゲットした。

#### レジエレキ
レジエレキ
- 特性：トランジスタ
- 性別：不明

第113話から登場。ムゲンダイナ、スイクンに次ぐ伝説のポケモン。
レジドラゴと連携してゴウのフライゴンとシゲルのブリムオンを破り、エースバーンとカメックスも苦戦させるも、レジドラゴの「たつまき」を利用した戦法に破れ、ゲットされる。
第4オープニング以降からレジドラゴと共に本編に先駆けて登場し、その後の第114話以降にて他のポケモンたちと共に映っており、さらに最終回にて研究所に預けられていたことが判明した。
使用技は「サンダープリズン」、「ほうでん」、「エレキボール」、「しんそく」。